# Adan Zabellewicz
Adan Ignatius Zabellewicz fou un filòsof polonès (1784-1831), mestre de filosofia a Varsòvia i un dels tres principals del grup dels kantians. Va escriure Rosprawa o Filosofi (1819).